# Iulian Vizitiu
Ioan Iulian Vizitiu (n. 3 februarie 1970, Bârlad, România) este un fost canotor român, laureat cu argint la Barcelona 1992.
La Campionate Mondiale a obținut locul patru în 1991 la 8+1, medalia de argint în 1993 la 8+1 și medalia de 
bronz în 1994 la 2+1 rame.